# Гаркалнський край
Гарка́лнський кра́й (латис. Garkalnes novads) — адміністративно-територіальна одиниця Латвійської Республіки. Розташований у центральній частині країни, в історичному регіоні Ліфляндія. Адміністративний центр — Бергі. Створений 2009 року. Площа — 150,5 км². Населення — 7768 осіб (2011). 